# Synagoga Hersza Karmioła w Łodzi
Synagoga Hersza Karmioła w Łodzi – prywatny dom modlitwy znajdujący się w Łodzi przy ulicy Podrzecznej 12.
Synagoga została zbudowana w 1898 roku z inicjatywy Hersza Karmioła. Mogła ona pomieścić 30 osób. Podczas II wojny światowej hitlerowcy zdewastowali synagogę.